# Христианская рабочая партия Бразилии
Христианская рабочая партия Бразилии (порт. Partido Trabalhista Cristão, PTC) — христианская консервативная политическая партия в Бразилии.
Партия была основана в 1985 году как Молодёжная партия  (Partido da Juventude, PJ) бразильским адвокатом Даниэльем Туринью. В 1989 году партия была переименована в Партию национального восстановления (Partido da Reconstrução Nacional, PRN). Крупным успехом партии стал 1990 год, когда Фернанду Колор де Мелло был избран на пост президента страны от этой партии.
После импичмента Колора в 1992 году для партии настал глубокий кризис. В 2000 году её название было заменено на современное. В 2002 году PTC поддержала кандидатуру популиста Энтони Гаротиньо на пост президента страны. На парламентских выборах, РТС получила 0,1 % голосов избирателей и не провела в парламент ни одного депутата. В 2006 году партия получила 0,9 % голосов избирателей и четыре депутата. На последних выборах, в 2010 году, выступив как член победившей коалиции во главе с Дилма Руссефф, PTC получила одного депутата в парламенте.